# NGC 4126
إن جي سي 4126 التي يرمز لها بالرمز NGC 4126، هي مجرة، في كوكبة الهلبة.

## الاكتشاف
اكتشفت في 21 مارس 1784، بواسطة ويليام هيرشل.